# Rurouni Kenshin
Rurouni Kenshin (japanisch るろうに剣心 -明治剣客浪漫譚- Rurōni Kenshin – Meiji Kenkaku Rōmantan) ist eine Manga-Serie des japanischen Zeichners Nobuhiro Watsuki, die unter anderem auch als Anime-Fernsehserie umgesetzt wurde. Rurōni ist ein vom Autor erdachtes Kunstwort, welches so viel wie „Wanderer“, „Vagabund“ bzw. „wandernder Rōnin“ bedeuten soll. Kenshin (wörtlich „Schwertherz, Schwertseele“) ist der Name der Hauptfigur. Nach mehreren Realfilmen von 2014 bis 2021 kommt seit 2023 eine Neuverfilmung als Anime-Fernsehserie heraus.
Die Geschichte spielt in der frühen Meiji-Zeit in Japan und erzählt von einem Samurai, der sich mit seiner Vergangenheit als Attentäter während der Bakumatsu-Unruhen auseinandersetzen muss.

## Handlung

### Vorgeschichte
Der neunjährige Shinta wird als Diener gehalten, bis Räuber seine Besitzer töten. Er entrinnt dem Tod nur durch die Hilfe von Seijuro Hiko, der sein Meister wird und ihn Kenshin nennt. Er erlernt die Kunst des Schwertkampfes namens Hiten Mitsurugi Ryu und zieht zu Beginn der Meiji-Restauration als 15-jähriger Attentäter für die Shishi in den Kampf, um weitere tragische Schicksale wie das seine zu verhindern. So wird er zum legendären Hitokiri Battōsai. Dabei trifft er die schöne Tomoe, mit der er sich auf dem Land versteckt, als sich das Glück gegen sie wendet. Sie leben eine Zeit lang glücklich als Apotheker und seine Frau. Tomoe will ihren Verlobten rächen, der durch Kenshin zu Tode kam und ihm dabei seine erste Narbe beibrachte, Kenshin hingegen weiß nicht, dass er Tomoes Glück zerstörte. Eines Tages taucht ihr Bruder Enishi auf, der sie an den Plan, Kenshin zu töten, erinnert. Inzwischen hatte Tomoe sich jedoch in Kenshin verliebt, konnte aber nicht verhindern, dass Feinde der Choshu-Patrioten versuchten, Kenshin zu töten. Es kommt zu einem Kampf mit Verrätern der Choshu-Patrioten. Kenshin greift einen der Männer an, doch Tomoe wirft sich dazwischen, da sie niemanden sterben lassen will, und wird von Kenshin getötet. Er bekommt seine zweite Narbe und gewinnt den Kampf. Kenshin hatte durch das Glück, das er mit Tomoe erfahren hatte, verstanden, dass ein Schwert dazu da ist, Leben zu schützen. Er schwört daraufhin, nach dem Ende der Bakumatsu-Ära nie wieder jemanden zu töten, und benutzt seitdem ein Schwert mit umgekehrter Klinge, das Sakabatō.

### Tokio-Kapitel
Im Tokio des Jahres Meiji 11 (1878) gibt sich ein Mörder als Hitokiri Battōsai („Attentäter“ + „Schwertkämpfer“) aus, der zu den Bakumatsu-Unruhen ein bekannter Attentäter war. Nun erscheint Kenshin Himura. Er wird mit seiner Vergangenheit konfrontiert und muss sich mit dem Hochstapler anlegen, der die junge Kendo-Lehrerin Kaoru Kamiya bedroht. Nachdem er ihr geholfen hat, lässt er sich überreden, in ihrem Dōjō zu bleiben. Sehr bald schließen sich ihnen der Schläger Sanosuke Sagara und der junge Waise Yahiko Myōjin an. Alle haben im Bürgerkrieg mitgekämpft oder mitgelitten und Verwandte oder gute Freunde verloren.
Bald bittet sie die Ärztin Megumi Takani um Hilfe, da sie gezwungen wird, für einen Opiumhändler zu arbeiten. Die Freunde helfen ihr und kämpfen gegen die Oniwa Banshū, eine Ninja-Gruppe, die aus ehemaligen Beschützern des Schlosses von Edo besteht und nun unter Aoshi Shinomori als Söldner für den Opiumhändler arbeitet. Die Oniwa Banshū kämpfen gegen Kenshin, werden aber erst durch einen Verrat des Opiumhändlers getötet. Nur Aoshi überlebt und will sich daraufhin an Kenshin rächen. Später kämpfen Kenshin und seine Freunde auch gegen eine Separatistenbewegung von Schwertkämpfern und den falschen Battōsai, der sich rächen will.

### Kyoto-Kapitel
Dann will Makoto Shishio die Macht in Japan an sich reißen. Er sammelt Krieger um sich in Kyoto, die sich Juppongatana („Zehn Schwerter“) nennen, darunter auch Aoshi Shinomori. Daher wird Kenshin von der japanischen Regierung nach Kyoto geschickt, um Shishio aufzuhalten. Auf dem Weg trifft er die junge Ninja Misao Makimachi, die auch den Oniwaban angehört. Da sie von der Rivalität Kenshins und Aoshis nichts weiß, hilft sie Kenshin. Später versucht sie, zwischen beiden zu vermitteln. Kenshins Freunde reisen ihm nach, und er erhält Hilfe von Hajime Saitō, einem Polizeioffizier, den er noch aus dem Bürgerkrieg kennt. Es gelingt ihnen, Shishio und seine Verbündeten zu besiegen und einen Putsch zu verhindern.

### Jinchū-Kapitel
Kurz nach der Rückkehr in Tokio wird Kenshin von Enishi Yukishiro heimgesucht, dem jüngeren Bruder seiner verstorbenen Ehefrau Tomoe. Enishi hat durch den Tod seiner Schwester den Verstand verloren und ist von dem Gedanken besessen, sich an Kenshin zu rächen. Er hat eine kleine Gruppe von Kriminellen um sich geschart, die alle ebenfalls eine Rechnung mit Kenshin offen haben, und erklärt Kenshin und seinen Freunden den Kampf. Enishis wahres Ziel ist es dabei nicht einfach, Kenshin zu töten, sondern ihn psychisch zugrunde zu richten. Dies gelingt ihm beinahe, als er Kaoru entführt und Kenshin in dem Glauben lässt, sie ermordet zu haben. Letztendlich kämpft Kenshin doch mit Enishi. Seine Freunde geben ihm die Stärke Enishi zu besiegen, dieser wollte Kaoru töten, schafft es jedoch nicht, da sie ihn an seine Schwester erinnert. Kenshin und Kaoru sind wieder vereint und Enishi lebt weiter und muss damit für seine Taten büßen, indem er lebt.
Am Ende heiraten Kenshin und Kaoru und bekommen einen Sohn namens Kenji. Yahiko wird Meister von Kaorus Schwertschule und erhält schließlich von Kenshin das Sakabatō.
1. ↑  jinchū (人誅) ist ein Kunstwort, das im Kontrast zu tenchū (天誅), „Strafe des Himmels, göttliche Strafe“, steht, wobei das Zeichen für Himmel durch das für Mensch ausgetauscht ist.

## Charaktere

### Hauptcharaktere

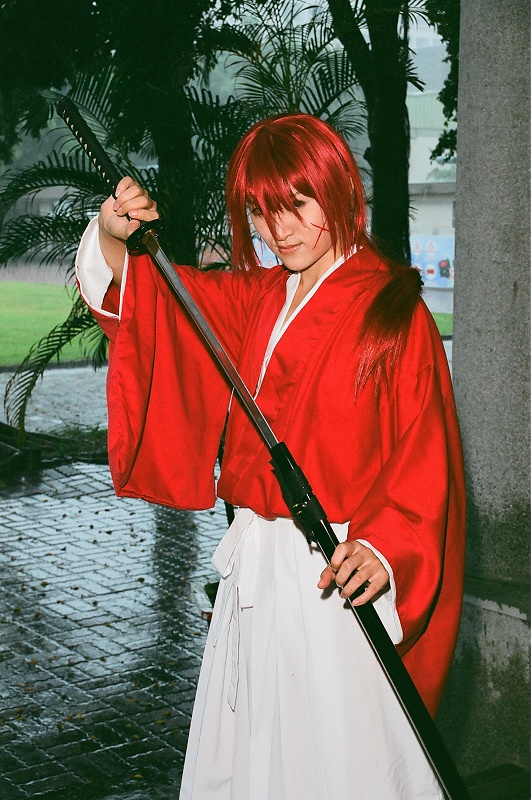
Cosplayer als Kenshin Himura

| Kenshin Himura 緋村 剣心 Bed.: Kenshin dt. in etwa „Schwertseele“/Schwert des Herzens | Kenshin ist die männliche Hauptfigur der Geschichte. Er ist leicht an seiner kreuzförmigen Narbe auf der linken Wange und den langen, roten Haaren zu erkennen. Seine Waffe ist das Sakabatō, ein Schwert mit umgekehrter Klinge, das nicht tötet. Dieses führt er im Hiten-Mitsurugi-Ryū (飛天御剣流, „fliegender-himmel-Schwertstil“), dessen Philosophie der Schutz anderer Menschen ist. Während des Bürgerkriegs war er ein gefürchteter Attentäter, doch während des Lebens auf dem Land mit Tomoe lernte er das einfache Leben schätzen. Als er bei Kaoru wohnt, hilft er viel im Haushalt, wäscht, kocht und kümmert sich um die Kinder. Kenshin verwendet häufig den Ausruf Oro, in komischen oder verwirrenden Situationen, und de gozaru, eine Bestätigung des zuvor gesagten. Das und sein Name sind eine Reverenz an Watsukis liebsten japanischen Komiker, Ken Shimura. Die Figur von Kenshin basiert grob auf Gensai Kawakami, der von 1834 bis 1871 lebte und ein Attentäter während der Bakumatsu war, sowie Uesugi Kenshin, einem Daimyō der Sengoku-Zeit. Die Figur wurde als Gegensatz zu Watsukis erstem Hauptcharakter, einem großen schwarzhaarigen Schönling, entworfen. Um ihn nicht zu mädchenhaft erscheinen zu lassen, erhielt Kenshin seine kreuzförmige Narbe. |
| Kaoru Kamiya 神谷 薫                                                                  | Kaoru ist die weibliche Hauptfigur und lebt in einem Dōjō in Tokyo. Dieses führt sie, seit ihr Vater in der Satsuma-Rebellion umgekommen ist. Sie ist Kendomeisterin und lehrt den Kamiya Kasshin-Ryu (神谷活心流, Stil des wiederbelebten Herzens). Dieser Stil hat das Ziel des Schutzes anderer und wird mit hölzernen Bokutō ausgeführt. Sie kann schlecht kochen, weswegen das oft Kenshin übernimmt, und ist leicht aufbrausend. Sie wird von anderen, besonders Sanosuke, oft als Tanuki bezeichnet. |
| Sanosuke Sagara 相楽 佐之助                                                           | Sanosuke (auch Sano) verlässt in jungen Jahren seine Familie, um sich den Sekihōtai anzuschließen, einer Gruppe von Kämpfern während der Bakumatsu. Die Sekihōtai kämpften für die Imperialisten, wurden jedoch von ihnen hintergangen und vernichtet. Sanosuke überlebte und wurde zu Zanza, einem Söldner mit einem Zanbatō, einem großen Schwert. Als er angeheuert wird Kenshin zu ermorden, wird er von diesem besiegt. Er schließt sich Kenshin an, wohnt im Kamiya Dōjō und beide werden gute Freunde. Er kämpft dann oft mit den Fäusten, da sein Schwert zerbrach. Auf seinem Rücken trägt Sanosuke das Kanji 惡 (Aku), welches schlimm oder böse bedeutet. Es ist ein Relikt aus seiner Zeit als Söldner. Sanosukes Name leitet sich von dem des Anführers der Sekihōtai, Sagara Sōzō, ab. |
| Yahiko Myōjin 明神 弥彦                                                               | Yahiko ist ein Waisenjunge, dessen Vater im Boshin-Krieg starb, seine Mutter an Syphilis. Er stammt aus einer Samurai-Familie. Nach dem Tod seiner Eltern muss er für die Yakuza stehlen. Kenshin und Kaoru helfen ihm, aus der Yakuza auszusteigen, und er lernt seitdem bei Kaoru Kampfkunst. Er ist sehr hitzköpfig, arrogant, ungehobelt und selbstbewusst. Mit der Zeit wird er ruhiger und am Ende des Mangas und im Film wird er ein Schwertkämpfer. Da er bei Kaoru lernt, wendet er auch den Kamiya Kasshin-Ryū an. Während der Geschichte lernt er auch Yutaro kennen, mit dem er sich anfreundet, der jedoch nach Deutschland abreist. Später treffen die beiden wieder aufeinander. Der Charakter Yahikos entstand aus Erinnerungen Nobuhiro Watsukis an seine eigene Kindheit. Yahikos Äußeres wurde gestaltet nach einem typischen Jungen mit Strubbelkopf, der schräg unter seinen Haarfransen hervorschaut und nach Watsuki in einen Shounen-Manga gehört. |

### Nebencharaktere
| Megumi Takani 高荷 恵                                                       | Megumi wurde während der Bakumatsu geboren, ihr Vater starb im Boshin-Krieg. Sie wurde der Familientradition nach Ärztin und lernte auch die westliche Medizin kennen. Ihre Familie war wohl von höherem Rang, da vor der Meiji-Revolution die meisten Japaner keine Familiennamen tragen durften. Später geriet sie in einen Opium-Ring, aus dem die Zweiundzwanzigjährige aber von Kenshin und seinen Freunden befreit wurde. Häufig hilft sie diesen, wenn sie krank sind oder sonst medizinische Hilfe brauchen. Auch macht sie Kenshin von Zeit zu Zeit Avancen. In komischen Situationen wird sie mit Fuchsohren dargestellt, was sie in Verbindung mit den Kitsune bringt und ihre verschlagene Art hervorhebt. Sie wird zum Beispiel von Sanosuke manchmal auch Kitsune genannt. |
| Aoshi Shinomori 四乃森 蒼紫                                                 | Der Anführer der Oniwabanshū arbeitet nach der Meiji-Restauration mit vier Gefolgsleuten für einen Unternehmer und Opiumvertreiber in Tokio. Andere Teile der Oniwaban leben in Kyoto. Er will gegen Kenshin kämpfen, da dieser früher der Hitokiri Battōsai war und er so den Oniwaban Ehre bringen will. Nach dem Tod seiner Kameraden will er sich auch rächen. Er ist sehr ruhig, unabhängig und spricht nur selten. Meist wirkt er auch abwesend und emotionslos. Er kämpft mit Kodachi, Kurzschwertern, von denen er später auch zwei gleichzeitig einsetzt. |
| Hajime Saitō 斎藤 一 benannt nach der historischen Figur des Saitō Hajime   | Der ehemalige Anführer der Shinsengumi kämpfte während der Bakumatsu gegen die Ishin Shishi und auch gegen Kenshin. Zur Zeit der Handlung ist er Polizist, der auch Spionageaufträge übernimmt. Er steht der Regierung immer noch skeptisch gegenüber und folgt weiter seinen eigenen Philosophie, jeden zu töten, der dem Frieden im Weg steht. Er trifft in seiner Funktion als Polizist immer wieder auf Kenshin und geht auch nach Kyoto, um gegen Makoto Shishio zu kämpfen. Er kämpft mit einem japanischen Schwert, obwohl die Polizei westliche tragen sollte, im Stil der Shinsengumi. |
| Misao Makimachi 巻町 操 Makimachi nach einer Stadt in der Präfektur Niigata | Misao gehört zu dem Teil der Oniwabanshū, der in Kyoto lebt. Sie wurde von Aoshi aufgezogen, bis dieser nach Tokio zog. Als sie ihn acht Jahre später, mit 16, sucht trifft sie Kenshin auf seiner Reise nach Kyoto. Später wird sie dort Anführerin der Oniwabanshū. Sie ist hitzköpfig und temperamentvoll, wird aber mit der Zeit reifer. Zudem ist sie loyal und willensstark. |
| Makoto Shishio 志々雄 真実                                                  | Shishio ist der Antagonist der Kyoto-Episode. Er wurde während der Bakumatsu von der Regierung verraten und verbrannt, überlebte aber und will sich danach rächen. Er handelt nach dem Prinzip „Der Starke frisst den Schwachen“, dem Sozialdarwinismus, und will Japan dementsprechend umgestalten. Dabei setzt er auch auf moderne Technik aus dem Ausland, wie die Nutzung von Erdöl. Auch er kämpft mit dem Schwert und zusätzlich noch mit seiner hohen Körperwärme, mit der es ihm gelingt, Ölspuren in Brand zu setzen. |

## Konzeption und Stil
Die Handlung von Rurōni Kenshin besteht aus drei Handlungsbögen. Diese sind die Tokio-, Kyoto- und Jinchū-Kapitel (人誅編, Jinchū-hen). Die letzte, auch „Racheepisode“ genannt, wurde jedoch in der Fernsehserie nicht umgesetzt. Stattdessen folgen im Anime eigene, kürzere Handlungsbögen, sowie Filler-Episoden. Die innerhalb der Jinchū-Episode des Mangas erzählte Rückblende zu Kenshins Zeit als Battōsai wurde in der Tsuioku-hen-OVA umgesetzt. Eine später erschienene zweite OVA, Seisō-hen, basierte ebenfalls auf der Jinchū-Episode und setzte diesmal Enishis Rache um, allerdings in stark verkürzter Form und mit einem anderen Ende.
Das Werk thematisiert vor allem den Widerspruch zwischen Kenshins Schwur, nie wieder zu töten und dem Drang, stärker zu werden um seine Gegner zu besiegen und die, die er liebt zu beschützen. Die Geschichte spielt vor dem realen Hintergrund der Meiji-Restauration und den Unruhen zu deren Beginn. Es tauchen gelegentlich Figuren, zum Beispiel hohe Regierungsbeamte, auf, die auch in Wirklichkeit gelebt haben.
Es werden Elemente des Shōnen-Genres mit denen des Shōjo-Genres, Romantische und niedliche Szenen, gemischt. Zugleich sind die Kämpfe, obwohl es Schwertkämpfe sind, meist unrealistisch wie in Fantasy- oder Science-Fiction-Werken. Diese unrealistischen Kämpfe finden vor dem Hintergrund historischer Ereignisse und mit historischen Personen statt. In den späteren Teilen der Geschichte kommt es mehrfach zur Aneinanderreihung von Kämpfen, die allein die Handlung vorantreiben. Das Design vieler Gegner ist durch US-amerikanische Superheldencomics inspiriert, vor allem durch die X-Men von Jim Lee. Allgemein ist das Charakterdesign durch eine Tendenz zu kantigen Gesichtern und übertriebener Muskulatur gekennzeichnet. In komischen Szenen finden sich Super-Deformed-Zeichnungen.

## Manga

### Entstehung
Als Vorläufer der Mangaserie erschienen 1992 und 1993 zwei Geschichten namens Rurōni Kenshin Meiji Kenkaku Romantan (るろうに剣心 明治剣客浪漫譚) im Manga-Magazin Shōnen Jump. In der ersten Geschichte hilft Kenshin einem reichen Mädchen namens Raikōji Chizuru, die als Prototyp von Kaoru Kamiya betrachtet werden kann. Die zweite erzählt von der Rettung der ältesten Tochter der Familie Kamiya, Megumi vor der Heirat mit einem Verbrecher. Dabei bekommt Kenshin Hilfe von Megumis jüngeren Geschwistern Kaoru und Yahiko. Kaoru und Yahiko haben hier schon den Charakter, den sie auch in der Serie haben, Megumis aber ist noch sehr anders. Sie ist schüchterner und unterwürfiger, was in der Hauptserie eher auf Sekihara Tae zutrifft.

### Veröffentlichungen

#### Hauptserie
Rurōni Kenshin erschien von 1994 bis 1999 in dem wöchentlichen Manga-Magazin Shōnen Jump des Verlags Shūeisha. Die insgesamt 255 Kapitel wurden auch in 28 Tankōbon (Sammelbände) zusammengefasst. Die Serie erschien auf Englisch bei Viz Media und Gollancz Manga, auf Französisch bei Glénat und auf Spanisch bei Ivréa, Glénat und Grupo Editorial Vid. Der Manga wurde außerdem unter anderem ins Italienische, Portugiesische, Polnische und Schwedische übersetzt.
Die deutsche Ausgabe des Mangas erschien vollständig unter dem Titel Kenshin bei Egmont Manga und Anime (EMA).
Von Juli 2006 bis Mai 2007 erschien in Japan mit Rurōni Kenshin Kanzenban eine Neuauflage der Serie. Diese umfasste 22 Bände und enthält mehr Kapitel pro Band. Im Gegensatz zu den ursprünglichen Sammelbänden sind alle kolorierten Seiten des Mangas hier tatsächlich in Farbe abgedruckt, außerdem beinhaltet jeder Band neu angefertigte Farbbilder, neue Charakterskizzen, sowie neu gestaltete Cover. Zudem enthält der letzte Band von Rurōni Kenshin Kanzenban auch die Erzählung Yahiko no Sakabatō.

#### Yahiko no Sakabatō
Im Jahr 1999 folgte die 42-seitige Geschichte Yahiko no Sakabatō (弥彦の逆刃刀), die im Shonen Jump veröffentlicht wurde. Sie erschien 2006 auch in den USA sowie auf Portugiesisch bei JBC. In Deutschland erschien die Geschichte im 28. Band von Kenshin.
Die Geschichte handelt von Yahiko, der zum Kikuhara Kasshin Shintō Dōjō reist, um dort Schwertkampf zu unterrichten. Dort angekommen, gerät er in eine Geiselnahme, und befreit schließlich die Tochter des Dōjō-Meisters, Midori, sowie drei Schüler aus der Gewalt des Kriminellen Mutō Kaname und seiner Anhänger. Zudem hält er den Polizeileutnant Kitaki davon ab, den Gefangenen Mutō an Ort und Stelle hinzurichten. Am Ende kehrt er nach Tokio zurück und geht sofort ins Akabeko, um Sanjō Tsubame zu besuchen.

## Anime

### Stil
In der Serie wie in den OVAs und dem Film werden „juwelenartige Farben“ verwendet, ähnlich wie in modernen Holzschnitten. Diese verleihen den Bildern einen hyperrealistischen Anschein und lassen die Zeit, in der die Serie spielt, sauberer und schöner erscheinen, als sie war. Die gezeigten Kämpfe laufen, wie bei Animes üblich, choreografisch ab, das heißt zum Beispiel, die Gegner laufen aus der Distanz aufeinander zu, bevor der Kampf beginnt. Außerdem gibt es kurze Standbilder an den Höhepunkten der Kämpfe.

### Fernsehserien
SPE Visualworks (heute Aniplex) produzierte zu Rurouni Kenshin eine Fernsehserie mit 95 Folgen, bei der Kazuhiro Furuhashi Regie führte. Die Animation lieferte bis einschließlich zur 66. Folge Studio Gallop, danach das Studio Deen. Die künstlerische Leitung übernahm Nobuto Sakamoto. Für die Kameraführung waren Hiroaki Edamitsu und Masahide Okino zuständig. Produzenten waren Akio Wakana, Hiroshi Hasegawa, Koji Kaneda und Mitsuhisa Hida. Die Serie wurde vom 10. Januar 1996 bis 8. September 1998 auf Fuji TV ausgestrahlt. Es folgten Fernsehausstrahlungen unter anderem in den USA, Mexiko, Brasilien und auf den Philippinen. Der Anime wurde auch auf Französisch, Niederländisch und Koreanisch übersetzt.
Eine 2023 gestartete Neuverfilmung des Mangas entstand bei Liden Films unter der Regie von Hideyo Yamamoto. Hauptautor war Hideyuki Kurata. Das Charakterdesign wurde entworfen von Terumi Nishii und Yoko Uchida, die künstlerische Leitung lag bei Yukihiro Saitō. Für den Ton war Ryōsuke Naya verantwortlich und für die Kameraführung Junpei Takatsu. Die Ausstrahlung erschien vom 6. Juli bis 15. Dezember 2023 in 24 Folgen bei Fuji TV im Programmblock noitaminA. Parallel dazu fand die internationale Veröffentlichung über die Plattform Crunchyroll per Streaming mit Untertiteln unter anderem auf Deutsch und Englisch statt.
Eine 23 Folgen umfassende zweite Staffel wurde vom 4. Oktober 2024 bis 21. März 2025 im japanischen Fernsehen ausgestrahlt.

#### Synchronisation
| Rolle           | Japanische Sprecher (Seiyū) 1996 | Japanische Sprecher 2023 |
| --------------- | -------------------------------- | ------------------------ |
| Kenshin Himura  | Mayo Suzukaze                    | Sōma Saitō               |
| Kaoru Kamiya    | Miki Fujitani                    | Rie Takahashi            |
| Yahiko Myōjin   | Mīna Tominaga                    | Makoto Koichi            |
| Sanosuke Sagara | Yūji Ueda                        | Taku Yashiro             |
| Megumi Takani   | Mika Doi                         | Saori Ōnishi             |
| Aoshi Shinomori | Yoshito Yasuhara                 | Yūma Uchida              |
| Misao Makimachi | Tomo Sakurai                     | Aya Yamane               |
| Makoto Shishio  | Masanori Ikeda                   | Makoto Furukawa          |
| Hajime Saitō    | Hirotaka Suzuoki                 | Satoshi Hino             |

### Film
1997 wurde zur Fernsehserie der Film Rurōni Kenshin – Meiji Kenkaku Romantan – Ishin Shishi e no Requiem (るろうに剣心 -明治剣客浪漫譚- 維新志士への鎮魂歌) produziert, der am 20. Dezember 1997 in die japanischen Kinos kam. Auf Englisch wurde der Film als Samurai X: The Motion Picture bekannt.
Im Film trifft Kenshin mit seinen Freunden in Yokohama einen Samurai namens Takimi Shigure während eines Kampfes gegen ausländische Matrosen. Shigure war der Freund von Tatsuki Gensatsu, der von Kenshin während der Bakumatsu ermordet wurde. In der Nacht darauf beginnt Shigure einen Aufstand gegen die Meiji-Regierung, da diese die Reichtümer nicht gerecht unter den Menschen verteilt.
Das Anime-Label Kazé Deutschland brachte den Film im November 2012 unter dem Titel Rurouni Kenshin – The Movie auf DVD sowie Blu-ray heraus.

#### Synchronisation
Die deutsche Synchronisation stammt von der TV+Synchron GmbH aus Berlin.
| Rolle           | Japanische Sprecher (Seiyū) | Deutscher Sprecher |
| --------------- | --------------------------- | ------------------ |
| Kenshin Himura  | Mayo Suzukaze               | René Dawn-Claude   |
| Kaoru Kamiya    | Miki Fujitani               | Katrin Zimmermann  |
| Yahiko Myōjin   | Mīna Tominaga               | Jan Makino         |
| Sanosuke Sagara | Yūji Ueda                   | Alexander Doering  |
| Hajime Saitō    | Hirotaka Suzuoki            | Sebastian Jacob    |
| Makoto Shishio  | Masanori Ikeda              | Christian Rudolf   |
| Misao Makimachi | Tomo Sakurai                | Julia Meynen       |
| Seijurō Hiko    | Shūichi Ikeda               | Jaron Löwenberg    |

### OVAs
Zu Rurōni Kenshin wurden drei OVA-Serien vom Studio Deen produziert. In den ersten beiden spielen verschiedene historische Persönlichkeiten mit und die geschichtlichen Hintergründe sind umfassender. Die Bildhintergründe wurden teilweise mit Fotografien entworfen. Beide OVAs wurden in einer „Directors Cut“-Version nochmals veröffentlicht, in der die Serien zu zwei Filmen zusammengeschnitten wurden. Auch wurden einige Szenen hinzugefügt.
Beide OVAs wurden von SPV GmbH 2006 in einer Spezial Edition (mit dem Soundtrack) zusammen veröffentlicht. Die Synchronisation übernahm „Circle of Arts“. Die Hauptrolle Kenshin sprach Clemens Ostermann. Kazé legte die OVAs 2012 neu auf und veröffentlichte Trust & Betrayal erstmals auf Blu-ray, dafür ließ das Label eine neue Synchronfassung erstellen. René Dawn-Claude vertont erneut die Hauptrolle Kenshin.
Die dritte OVA folgte 2011 anlässlich des 15-jährigen Jubiläums des Anime.

#### Tsuioku-hen
Die erste vierteilige OVA-Serie Rurōni Kenshin – Meiji Kenkaku Romantan – Tsuioku-hen (るろうに剣心 -明治剣客浪漫譚- 追憶編) spielt zeitlich vor der Fernsehserie und enthält den Teil des Mangas, in dem Kenshins Werdegang als Schwertkämpfer und das Zustandekommen seiner Narbe geklärt wird. Sie wurde 1999 in Japan veröffentlicht, später unter anderem auch auf Englisch, Spanisch, Französisch, Arabisch, Italienisch und Koreanisch.

#### Seisō-hen
Die zweiteilige OVA Rurōni Kenshin – Meiji Kenkaku Romantan – Seisō-hen (るろうに剣心 -明治剣客浪漫譚- 星霜編) schließt die Geschichte Kenshins ab. Sie wurde 2001 in Japan veröffentlicht, später unter anderem auch auf Englisch, Spanisch, Französisch und Arabisch. Im ersten Teil der OVA werden Handlungen aus dem Manga erzählt, die zuvor nicht als Anime umgesetzt worden sind.
Im ersten Teil wartet die gealterte Kaoru auf Kenshin, da dieser im Ersten Japanisch-Chinesischen Krieg beratend teilnimmt. Sie erinnert daran, dass sie von Yukishiro Enishi entführt wurde und Kenshin sie rettete. Doch nun sind Kenshin und Kaoru sehr krank. Daher kehrt Kenshin nach Japan zurück. Sie treffen sich auf dem Weg zu ihrem Dōjō, Kenshin hat kaum noch die Kraft zu laufen. Sie fallen sich in die Arme und auf die Wiese unter den blühenden Kirschbäumen. Daraufhin stirbt Kenshin in Kaorus Armen, seine Narbe ist verschwunden.

#### Shin Kyōto-hen
Die zweiteilige OVA Rurōni Kenshin – Meiji Kenkaku Romantan – Shin Kyōto-hen (るろうに剣心 -明治剣客浪漫譚- 新京都編) ist eine Neuerzählung des Kyoto-Kapitels aus der Perspektive der Figur Misao Makimachi. Sie entstand unter der Regie von Kazuhiro Furuhashi und nach einem Drehbuch von Mari Okada bei Studio Deen, wie die anderen Animes zuvor.

### Musik
Die Hintergrundmusik der Serie komponierte Noriyuki Asakura. Für die Fernsehserie wurden drei Vorspanntitel produziert, jeweils mit einer länge von 1,5 Minuten.
- „Sobakasu“ von Judy & Mary
- „½“ von Makoto Kawamoto
- „Kimi ni Fureru Dake de“ von Curio

Zudem wurden sieben 90-sekündige Lieder für den Abspann komponiert und gesungen.
- „Tactics“ von The Yellow Monkey
- „Namida wa Shitte iru“ von Mayo Suzukaze
- „Heart of Sword ~ Yoake Mae“ von T.M.Revolution
- „The Fourth Avenue Cafe“ von L'Arc~en~Ciel
- „It’s Gonna Rain“ von Bonnie Pink
- „1/3 no Junjō na Kanjō“ von Siam Shade
- „Dame!“ von You Izumi

Für den Vorspann des Films wurde „Niji“ von L’Arc~en~Ciel verwendet, für den Abspann „Towa no Mirai“ (永遠の未来) von Animetal. Für den Abspann der OVA Tsuiokuhen komponierte Taku Iwasaki „Quiet Life“ und für den Abspann der OVA Seisōhen sang Hiroko Kasahara den Titel „The Source of Love“.
Die Musik der Neuverfilmung von 2023 komponierte Yū Takami. Die Vorspannlieder sind Hiten von Ayase x R-Shitei und Rurō no Katashiro von Masaki Suda x Tokyo Ska Paradise Orchestra. Für die Abspanne wurden die Lieder Kissaki von Reol und Sonzai Shōmei von Kid Phenomenom verwendet.

## Weitere Veröffentlichungen

### Kenshin Kaden
Zur Serie wurde das Artbook Kenshin Kaden mit 154 Seiten herausgebracht, die auch eine kurze Geschichte in Farbe, Haru ni Sakura, enthält. In der sechsseitigen Geschichte, die einige Zeit nach der Handlung spielt, haben Kenshin und Kaoru einen Sohn namens Kenji und treffen bei einem Picknick im Frühling viele der Hauptcharaktere der Serie wieder. Kenshin Kaden erschien auf Deutsch bei Egmont Manga und Anime, außer den sechs Seiten des Kurzmangas wurde die Ausgabe in westlicher Leserichtung abgedruckt.

### Romane
In Japan erschienen bei Shūeishas Light-Novel-Imprint Jump j-Books drei Roman-Bände, die von Kaoru Shizuka geschrieben wurden. Der erste erschien 1996 und enthält Voyage to the Moon World und Sanosuke and the Nishiki-e. Der zweite von 1997 umfasst die Geschichten Yahiko’s Battle und Kurogasa. Der dritte, der 1999 herauskam, enthält den Shimbara-Handlungsbogen aus der Fernsehserie.
Der erste Band erschien auch auf Englisch.

### Videospiele
Für PlayStation erschienen die beiden Spiele Rurōni Kenshin: Ishin Gekitō-hen (1996) und Rurōni Kenshin: Meiji Kenkaku Romantan: Jūyūshi Imbō-hen (1997). 2006 erschien für PlayStation 2 das Spiel Rurōni Kenshin: Enjō! Kyōto Rinne. Alle Spiele zu Kenshin sind nur in Japan erschienen.
In den Videospielen für Nintendo DS Jump Superstars und Jump Ultimate Stars, in denen verschiedene Figuren aus Animes zu finden sind, tauchen auch Kenshin und weitere Charaktere aus der Serie auf.

### Realverfilmung
Im Jahr 2012 wurde ein Realfilm des Stoffes realisiert, bei welcher Kiyomi Fujii das Drehbuch schrieb und Keishi Ohtomo Regie führte. Die Hauptrollen spielen Takeru Sato, Yû Aoi und Teruyuki Kagawa. Der Film mit dem Titel Rurouni Kenshin kam am 25. August 2012 in die japanischen Kinos. Zwei Fortsetzungen, die sich mit der Geschichte um Shishio Makoto befassen und ebenfalls unter der Regie Ohtomos entstanden, kamen 2014 heraus. Rurouni Kenshin Kyoto Taika Hen (るろうに剣心　京都大火編), kam am 1. August 2014 in die Kinos und Rurouni Kenshin Densetsu no Saigo hen (るろうに剣心 伝説の最期編) am 13. September 2014. Neben den gleichbesetzten Hauptrollen wurden weitere Figuren der Serie neu besetzt, so bspw. Yusuke Iseya (als Shinomori Aoshi), Tao Tsuchiya (als Makimachi Misao) und Ryunosuke Kamiki (als Soujiro Seta). 2021 erschienen zwei weitere Fortsetzungen, Rurouni Kenshin: The Final und Rurouni Kenshin: The Beginning.

### Musikveröffentlichungen
Sony Music Entertainment veröffentlichte zu Rurōni Kenshin 1996 bis 1997 fünf CDs mit der Hintergrundmusik, die teilweise in mehreren Version, wie Gitarren-, Elektrogitarren- oder Akustik- und Gesangsversionen, enthalten ist. Diese sind die Rurouni Kenshin OST 1 (るろうに剣心), Rurouni Kenshin OST 2 – Departure (るろうに剣心: 明治剣客浪漫譚 ― オリジナル・サウンドトラック ~ディパーチャー), Rurouni Kenshin OST 3 – Journey to Kyoto (るろうに剣心~明治剣客浪漫譚~III), Rurouni Kenshin OST 4 – Let it Burn (るろうに剣心: 明治剣客浪漫譚 ― オリジナル・サウンドトラック 4 ~レット・イット・バーン) und Rurouni Kenshin – The Director’s Collection (るろうに剣心: 明治剣客浪漫譚 ― オリジナル・サウンドトラック ~ディレクターズ・コレクション).
In einer Rurouni Kenshin Brilliant Collection von Miya Records wurden in drei CDs nochmals alle charakterbezogenen Lieder und Hintergrundmelodien veröffentlicht. 1999 gab die Firma noch eine limitierte Premium Collection heraus.
Es wurden außerdem noch zwei Alben mit Liedern veröffentlicht, die von den Synchronsprechern gesungen wurden. Rurouni Kenshin Songs Album 1 (るろうに剣心~明治剣客浪漫譚ソングス Rurō ni Kenshin ~ Meiji Kenkaku Rōmantan Songusu) von 1996 enthält zudem noch ein Hörspiel. Rurōni Kenshin Songs Album 2 (るろうに剣心 / 明治剣客浪漫譚: SONGS2 Rurō ni Kenshin / Meiji Kenkaku Rōmantan: SONGS2) kam 1998 heraus. Des Weiteren brachte Sony Records eine Rurōni Kenshin Best Theme Collection (るろうに剣心 / 明治剣客浪漫譚 ― ベスト・テーマ・コレクション) und eine Rurouni Kenshin OP/ED Theme Collection heraus.
Zu Tsuiokuhen erschien das Album Rurōni Kenshin: Tsuioku Hen OAV OST (るろうに剣心: 明治剣客浪漫譚 追憶編 ― オリジナル・サウンドトラック) und zu Seisōhen Rurouni Kenshin Seisouhen OVA OST (るろうに剣心: 明治剣客浪漫譚 星霜編 ― オリジナル・サウンドトラック). Zum Film wurde das Album Rurouni Kenshin: Requiem for the Ishin Shishi Theatrical Animation Original Soundtrack (るろうに剣心: 明治剣客浪漫譚 維新志士への鎮魂歌 劇場盤 ― オリジナル・サウンドトラック) veröffentlicht.
Zu den Spielen erschienen die Musikalben Rurōni Kenshin Ishin Gekitōhen OST (るろうに剣心、明治剣客浪漫譚) bei Antinos Records und Rurouni Kenshin Intrigues of the 10 Heroes OST bei Sony Music Entertainment.
2002 folgte von Miya Records eine Rurouni Kenshin Complete CD-Box, die alle zu Kenshin veröffentlichten Musikstücke auf 12 CDs enthält.

## Rezeption
Rurouni Kenshin war beim männlichen wie weiblichen Publikum erfolgreich, weil es neben Shōnen-typischen Genreelementen mit dem gutaussehenden Hauptcharakter auch niedliche und romantische Szenen beinhaltet. Laut Patrick Drazen stellt das Werk ein Samurai-Leben dar, wie es nie existiert hat, aber wie es sich Pazifisten am Ende des 20. Jahrhunderts gewünscht hätten. Susan J. Napier zählt den Anime zu den Besten Animes mit historischen Themen, die produziert wurden. Jason Thompson bescheinigt der Serie ein ausgewogenes Verhältnis von Kampfszenen und Charakterentwicklung. Auch in Phasen, die von Kämpfen bestimmt werden, bleibt eine Verbindung zur übergeordneten Handlung erhalten. Die Charakterentwicklung sei gut gemacht und die komischen Szenen unterhaltsam.

### In Deutschland
Auf dem deutschen Markt gehört Kenshin zu den bekanntesten Mangas, die vor historischem Hintergrund spielen.
Die AnimaniA schreibt, die Handlung von Kenshin veranschauliche anschaulich, dass sich „Gut“ und „Böse“ nicht leicht definieren lassen und mancher „Bösewicht“ wachse dem Leser ans Herz. Der Manga „wimmelt nur so von interessanten Charakteren“, die Zeichnungen seien wunderschön, „die alten Kulissen des Meiji-Japans höchst stimmungsvoll“ und die Geschichte „superspannend“. Die Serie sei „absolut empfehlenswert, vor allem, wenn man sich ein bisschen für japanische Kultur und Geschichte interessiert“.
Irene Salzmann von Splashcomics lobt die Serie für die vielen Handlungsebenen und überraschenden Wendungen. Dabei werde der Spannungsbogen über die Handlung hinweg „langsam, aber konsequent gesteigert“. Das Verhältnis von Action, Spannung und Humor sei wohldosiert. Im Laufe der Handlung würden die Figuren immer tiefer charakterisiert und entwickelten sich weiter. Zum Ende jedoch werde die Geschichte schwächer, der Humor lasse nach und in den letzten Bänden sei spürbar, dass Nobuhiro Watsuki das Interesse an Kenshin verloren hat. Das Ende sei nicht überraschend, jedoch für die Fans zufriedenstellend. Die Zeichnungen seien dynamisch und detailreich, Super-Deformed-Zeichnungen würden nur in passenden Szenen verwendet.
Laut der Funime ist Rurouni Kenshin – Tsuioku Hen vor allem auf den japanischen Geschmack zugeschnitten, die vielen auftretenden historischen Personen seien dem westlichen Zuschauer unbekannt. Dabei sei die OVA deutlich blutiger als der Manga oder die Fernsehserie und ohne Humor.